# Spinning World (Perfumeの曲)
『Spinning World』（スピニング・ワールド）は、日本のテクノポップユニットPerfumeの楽曲。
2022年7月15日に配信シングルとしてリリースされ、7枚目のオリジナルアルバム『PLASMA』の先行配信曲となった。

## 概要
中田ヤスタカ作詞・作曲・編曲・プロデュース。シティポップやディスコポップの要素を取り入れ、成熟したグルーヴが特徴と評価された。

## メディア評価
- 音楽レビューサイト「PerfumeDance」は「レアグルーヴ的なグルーヴィさ」「メロウな雰囲気」を高く評価し、酒の席を彩るBGM向きと表現[2]。
- ブログ「Random J Pop」では、「体験としての一曲になっている」と称賛[3]。
- deadgrandmablogは「最もグルーヴィなトラックの１つ」と評価し、「繰り返し聴くと細部の良さが際立つ」とコメント[4]。

## ミュージック・ビデオ
2022年7月15日に公式YouTubeで公開。ゼンマイ仕掛けのドール／ロボット的世界観、赤い衣装と照明演出がファン・メディア共に評価された。

## チャート成績
Billboard Japan Hot 100には未登場だが、ダウンロードソングス・チャートで44位を記録。

## ライブ披露
- NHK SONGS（2022年7月21日） – テレビ初披露。赤い衣装と演出でフルパフォーマンス[7]。
- Buzz Rhythm 02 / Ongaku no Hi（2022年夏） – 短縮版だが振付・演出が高評価[8]。
- Perfume 9th Tour 2022 "PLASMA"（2022年8月20日–11月6日） – ツアー全公演でセットリスト入り[9]。
- NHK紅白歌合戦（第73回、2022年12月31日） – メドレーで一部歌唱[要出典]。